# Ceraclea cuprea
Ceraclea cuprea är en nattsländeart som först beskrevs av Barnard 1934.  Ceraclea cuprea ingår i släktet Ceraclea och familjen långhornssländor. Utöver nominatformen finns också underarten C. c. subfusca.